# Rebel
Rebel – przedsiębiorstwo tworzące i dystrybuujące gry planszowe w Polsce. Założone w 2003 roku przez Piotra Kątnika i Pawła Piechotę z centralną siedzibą w Gdańsku. W ofercie firmy znajdują się gry planszowe, towarzyskie, karciane oraz akcesoria z nimi związane. Od początku powstania firmie przyświecała idea popularyzowania gier planszowych. Obecnie w swojej ofercie Rebel posiada około 10 000 produktów, z czego prawie 3000 to nowoczesne gry planszowe o różnym stopniu zaawansowania.

## Opis
Początkowo firma działała jako sklep stacjonarny i internetowy z grami planszowymi. Z biegiem czasu zaczęła wydawać własne tytuły, co dało początek dzisiejszemu wydawnictwu. Obecnie firma zatrudnia ponad 50 osób i skupia się na klientach detalicznych i hurtowych. Rebel wspiera ponad 450 imprez planszówkowych. Stworzył również największy w Polsce festiwal gier planszowych: GRAMY. Co roku odbywają się dwie edycje: wiosenna i jesienna, które odwiedza blisko 10 000 osób. Rebel wspiera również lokalne inicjatywy, kluby i kółka planszówkowe w całej Polsce. Organizował Mistrzostwa Polski w grach ICECOOL, Wsiąść do Pociągu: Zjednoczone Królestwo i Pandemic. Z pomocy firmy mogą korzystać placówki oświatowe, a w ramach akcji Szkoły Grają klienci mają możliwość wspomagania owych placówek własnymi zakupami.
W 2018 roku Rebel rozpoczął współpracę z wiodącym międzynarodowym wydawcą gier – Grupą Asmodee. Współpraca przełożyła się na możliwość rozpowszechniania na polskim rynku nowych gier pochodzących z zagranicy. Do najbardziej znanych tytułów Grupy Asmodee, publikowanych lub dystrybuowanych w imieniu kluczowych partnerów wydawniczych, należą m.in. Wsiąść do Pociągu (Ticket to Ride), Splendor, Dobble, 7 cudów świata, Dixit czy Takenoko.

## Najpopularniejsze gry
- Drako to gra planszowa autorstwa Adama Kałuży wydana w 2011 roku, w której jeden z graczy kieruje zespołem krasnoludów starając się pokonać smoka. Musi tego dokonać w określonym czasie - zanim wyczerpie się talia jego kart. Z kolei drugi gracz kieruje smokiem, którego celem jest pokrzyżowanie planu krasnoludom. Gra doczekała się 2 kontynuacji: Drako: Smok i Krasnoludy oraz Drako: Rycerze i Trolle[3].
- K2 to gra planszowa autorstwa Adama Kałuży wydana w 2010 roku, która polega na pokierowaniu dwuosobowym zespołem himalaistów wspinających się na jeden z najniebezpieczniejszych szczytów świata. Gracze poruszają się pionkami po planszy za pomocą kart, które zagrywają co rundę. Im wyżej wejdzie dany wspinacz, tym więcej punktów zwycięstwa zdobędzie na koniec gry, ale i czeka na niego więcej niebezpieczeństw. Dlatego ważny jest wybór odpowiedniej trasy, optymalne korzystanie z namiotów i zwracanie uwagi na pogodę, która w znaczący sposób wpływa na trud wędrówki na szczyt[4].
- Nemesis to kooperacyjna gra planszowa, która została wydana w 2019 roku w ramach współpracy wydawnictw Rebel oraz Awaken Realms. Jej autorem jest Adam Kwapiński. To gra przygodowa typu „survival horror” w klimatach science-fiction, w której gracze wcielają się w rolę członków załogi kosmicznego transportowca – tytułowego „Nemesis” – ulegającemu awarii podczas powrotu ze swojej misji na Ziemię. Rozgrywka stawia przed graczami coraz to nowsze wyzwania – począwszy od podejmowania trudnych decyzji, na walce z intruzami kończąc[5].
- Zona: Sekret Czarnobyla to gra planszowa autorstwa Krzysztofa Głośnickiego i Macieja Drewinga wydana w 2019 roku. Jest grą przygodową w klimacie survivalu, w której gracze wcielają się w osoby działające wbrew obowiązującemu prawu na terenie czarnobylskiej strefy wykluczenia[6].

## Wyróżnienia i nagrody
- Nominacja do Gry roku 2011: K2[7];
- Gra roku 2013: Small World[7];
- Gra roku 2015: Splendor[7];
- Gra roku 2017: Terraformacja Marsa, Domek[7];
- Gra roku 2018: Zamki Burgundii[7];
- Gra roku dla dzieci 2018: Wsiąść do Pociągu: Pierwsza podróż[7];
- Planszowe Gram Prix 2018: Tajniacy: Bez Cenzury, ICECOOL, Timeline: Wiedza ogólna[7];
- Zabawka roku 2018: Eliksir mnożenia[7];
- Laureat Gry roku 2019: Pulsar 2849[7];
- Zabawka roku 2019: CatStax, Tagi[7];
- Dobra Marka 2020[8].